# Проклятие (фильм, 2000)
«Проклятие» (яп. 呪怨; англ. Ju-On: The Curse) — японский фильм ужасов о сверхъестественном 2000 года режиссёра Такаси Симидзу.

## Сюжет
Есть ли что-то страшнее предсмертного проклятия от человека, которому уже нечего терять? Всё начинается с того, что Такэо убивает свою жену Каяко в порыве ревности после того, как узнал из её дневника, что она была влюблена в своего друга по колледжу Сюнсуке Кобаяси. Как ни в чём не бывало он продолжает жить со своим сыном Тосио. Как ни в чём не бывало до той минуты, когда в состоянии одержимости убивает и сына вместе с кошкой Мар. Такэо покидает жилище и исчезает в неизвестном направлении, оставив дому атмосферу гнева и безысходности, которая трансформируется в подлинное проклятие, что коснётся каждого следующего его жильца.

## В ролях
- Такаси Мацуяма — Такэо Саэки
- Такако Фудзи — Каяко Саэки
- Рёта Кояма — Тосио Саэки
- Юрэй Янаги — Сюнсукэ Кобаяси
- Юэ — Манами Кобаяси
- Хитоми Мива — Юки
- Асуми Мива — Канна Мураками
- Юми Ёсиюки — Норико Мураками
- Кадзуси Андо — Цуёси Мураками
- Тиаки Курияма — Мидзухо Тамура
- Ёрико Догути — Накамура
- Дзюнъити Киути — Тэдзука
- Дэндэн — Ёсикава
- Таро Сува — Камио